# لاجناحيات
عديمة الأجنحة أو اللاجناحيات أو أبتريجوتا (بالإنجليزية: Apterygota)‏ هي مجموعة صغيرة من الحشرات السريعة من ضمن طائفة الحشرات لكنها تختلف عن بقية الحشرات بعدم وجود أجنحة لها سواء في وقتنا الحالي أو في التاريخ التطوري لها. أول تسجيل احفوري عرف لها منذ العصر الديفوني (أحد اطوار العصر باليوزوي) أي منذ 354 إلى 417 مليون سنة اللامجنحات حورياتها صغار وتشبه الحشرة البالغة بعضها له عيون بعضها بدون عيون أو هي مسحاء من قلة الاستخدام جلودها رقيقة وشفافة.

## المصدر
- Firefly Encyclopedia of Insects and Spiders, edited by Christopher O'Toole, ISBN 1-55297-612-2, 2002